# Parlamentswahl in Tadschikistan 2020

Kommunistische Partei Tadschikistans: 2 Sitze
Sozialistische Partei: 1 Sitz
Volksdemokratische Partei Tadschikistans: 47 Sitze
Agrarpartei:7 Sitze
Wirtschaftsreformpartei: 5 Sitze
Demokratische Partei:1 Sitz

Die Parlamentswahl in Tadschikistan 2020 wurde am 1. März 2020 in der Republik Tadschikistan abgehalten. Gewählt wurden die 63 Abgeordneten im Repräsentantenhaus des politischen Zweikammersystems in Tadschikistan.

## Wahlsystem
Das Wahlsystem blieb gegenüber der vorangegangenen Parlamentswahl in Tadschikistan 2015 weitestgehend unverändert. Erneut wurden 41 Mandate durch eine Mehrheitswahl in 41 Wahlbezirken vergeben. Dabei benötigte ein Kandidat eine absolute Mehrheit von mindestens 50 % der abgegebenen Stimmen, um nach dem ersten Wahlgang in das Repräsentantenhaus einzuziehen. Gelang dies keinem der Kandidaten im ersten Wahlgang wurde binnen zwei Wochen nach dem ersten Wahlgang eine Stichwahl zwischen den beiden erfolgreichsten Kandidaten des ersten Wahlgangs abgehalten. Die übrigen 22 Mandate wurde durch eine landesweite Verhältniswahl verteilt. Die registrierten Parteien des Landes stellten zu diesem Zweck Wahllisten auf, von denen je nach Stimmanteil der jeweiligen Partei eine gewisse Zahl von Kandidaten in die Repräsentantenversammlung einzogen. Dabei galt eine Sperrklausel von 5 % der abgegebenen Stimmen, Parteien mit einem geringeren Anteil der Stimmen konnte keine Abgeordneten über die Wahlliste entsenden. Für die Gültigkeit der Wahl war eine Wahlbeteiligung von mindestens 50 % in jedem Wahlbezirk nötig, andernfalls musste die Wahl in den Bezirken mit einer niedrigeren Wahlbeteiligung wiederholt werden. Das Stimmrecht galt für tadschikische Staatsbürger, die zum Zeitpunkt der Wahl mindestens 18 Jahre alt waren. Ausgenommen waren Häftlinge und Menschen mit einer geistigen Behinderung oder psychischen Störung. Ein zentrales Wählerverzeichnis war im Vorfeld der Wahl nicht vorhanden, die Registrierung der wahlberechtigten Bevölkerung erfolgte auf lokaler Ebene und wurde dann an die Zentrale Wahlkommission in der Hauptstadt Duschanbe übermittelt. Das passive Wahlrecht galt für tadschikische Staatsbürger im Alter von mindestens 30 Jahren, die die tadschikische Sprache beherrschen, vor der Wahl über mindestens fünf Jahren einen permanenten Wohnsitz in Tadschikistan nachweisen konnten und keine Vorstrafen aufzuweisen hatten. Die Nominierung von Kandidaten konnte entweder durch eine der registrierten Parteien des Landes erfolgen oder andererseits als unabhängiger Kandidat in einem der 41 Wahlbezirke. Unabhängige Kandidaten mussten für ihre Registrierung die Unterschriften von mindestens 500 Unterstützern vorweisen. Alle registrierten Kandidaten mussten zudem eine Gebühr von 5.800 Somoni, zum Zeitpunkt der Wahl circa 600 €, bei der Zentralen Wahlkommission hinterlegen. Diese Gebühr wurde nur dann zurückgezahlt, wenn der Kandidat in seinem Wahlbezirk mindestens 10 % der Stimmen auf sich vereinen kann oder seine Partei landesweit die 5-Prozent-Hürde überschreitet.

## Parteien und Kandidaten
Insgesamt wurden 241 Kandidaten von der Zentralen Wahlkommission registriert. 65 Kandidaten wurden von den sieben registrierten Parteien über die Wahllisten nominiert, 176 Kandidaten traten in den 41 Wahlbezirken an, davon waren 91 Kandidaten durch eine Partei nominiert worden. Die registrierten Parteien in Tadschikistan zum Zeitpunkt der Wahl waren:
- Volksdemokratische Partei Tadschikistans
- Wirtschaftsreformpartei
- Agrarpartei
- Sozialistische Partei
- Demokratische Partei
- Kommunistische Partei Tadschikistans
- Sozialdemokratische Partei

Die wichtigste und größte Partei des Landes war die Volksdemokratische Partei Tadschikistan von Präsident Rahmon. Nach der letzten Parlamentswahl im Jahr 2015 hatte sie mit 51 Sitzen im Repräsentantenhaus die absolute Mehrheit inne. Als einzige offen oppositionelle Partei galt die Sozialdemokratische Partei, die übrigen Parteien unterstützten weitestgehend den Kurs des Präsidenten und setzten nur in einzelnen Themenfeldern eigene Schwerpunkte. Insgesamt war das Kandidatenfeld daher von mangelndem Pluralismus geprägt. Im Vergleich zu vorherigen Parlamentswahlen in Tadschikistan wurde die Opposition zusätzlich durch den Ausschluss der Islamische Partei der Wiedergeburt Tadschikistans, der bis dato wichtigsten Oppositionspartei des Landes, geschwächt. Die Islamische Partei der Wiedergeburt war im August 2015 vom Justizministerium aufgefordert worden, alle politischen Aktivitäten zu beenden. Im September 2015 erging ein Urteil des Obersten Gerichtshof Tadschikistans, das die Partei als Terrororganisation einstufte. Der Vorsitzende der Islamischen Partei der Wiedergeburt, Muhiddin Kabiri, rief im Vorfeld der Wahl dazu auf, die Sozialdemokratische Partei als einzig verbliebene Oppositionspartei zu wählen.

## Wahlkampf
Das tadschikische Wahlrecht sieht einen freien Wahlkampf mit gleichen Ausgangschancen für alle Kandidaten vor, dies fand in der politischen Realität im Land aber keine Anwendung. Vielmehr fand der Wahlkampf in einer strikt kontrollierten und eingeschränkten Umgebung statt, in der unter anderem die Meinungs- und Versammlungsfreiheit stark eingeschränkt wurden. Von essentieller Bedeutung für die Gestaltung des Wahlkampfs war die Zentrale Wahlkommission und deren regionale Ableger. Diese Institutionen mussten sämtliche Wahlkampfmaterialien genehmigen und waren an der Planung von Wahlkampfveranstaltungen beteiligt. Zu den wichtigsten Mitteln im Wahlkampf zählten kleine Veranstaltungen in geschlossenen Räumen, bei denen sich ein Kandidat einer kleinen Gruppe von Wählern vorstellen konnte. Diese Veranstaltungen wurde von der Wahlkommission genehmigt und organisiert und wurden nahezu landesweit von allen Parteien durchgeführt. Außerdem erstellte die Zentrale Wahlkommission standardisierte Wahlplakate mit einem Bild und dem Lebenslauf des jeweiligen Kandidaten. Diese Plakate wurden insbesondere in den Städten des Landes aufgehängt und dabei vor allem von der Volksdemokratischen Partei. Erstmals nutzten mit der Volksdemokratischen Partei und der Sozialdemokratischen Partei zwei Parteien Social Media zu Wahlkampfzwecken, wenn auch nur in sehr begrenztem Maße. Auch die Medienlandschaft in Tadschikistan stand unter strenger staatlicher Kontrolle. Die wichtigsten Medien gehörten dem Staat und berichteten nicht neutral, sondern deutlich positiv über den Präsidenten und die Regierungspartei. Journalisten wurden in ihrer Arbeit stark eingeschränkt, da ihnen hohe Haftstrafen drohten, falls sie nach der Auffassung eines Gerichts den Präsidenten beleidigten oder verleumdeten. Zahlreiche Websites ausländischer Medien waren in Tadschikistan gesperrt, die Seiten von Radio Free Europe und Asia Plus wurden für die Zeit des Wahlkampfs ebenfalls gesperrt.

## Ergebnis
Am 2. März 2020 gab die Zentrale Wahlkommission bei einer Pressekonferenz die vorläufigen Ergebnisse der Wahl bekannt. Die Wahlbeteiligung wurde mit 86,4 % angegeben und überschritt die vorgeschriebenen 50 % damit deutlich. Durch das Scheitern der Sozialdemokratischen Partei an der 5-Prozent-Hürde war keine Oppositionspartei im Parlament vertreten.
| Partei                                   | Sitze nach Mehrheitswahl | Sitze nach Verhältniswahl | Sitze gesamt | Vergleich 2015 |
| ---------------------------------------- | ------------------------ | ------------------------- | ------------ | -------------- |
| Volksdemokratische Partei Tadschikistans | 35                       | 12                        | 47           | −4             |
| Agrarpartei                              | 3                        | 4                         | 7            | +2             |
| Wirtschaftsreformpartei                  | 1                        | 4                         | 5            | +2             |
| Kommunistische Partei Tadschikistans     | 2                        | 0                         | 2            | ±0             |
| Sozialistische Partei                    | 0                        | 1                         | 1            | −1             |
| Demokratische Partei                     | 0                        | 1                         | 1            | +1             |
| Sozialdemokratische Partei               | 0                        | 0                         | 0            | ±0             |
| gesamt                                   | 41                       | 22                        | 63           | ±0             |

## Bewertung
Die Wahl wurde von inländischen und ausländischen Beobachtern begleitet. Auch die Organisation für Sicherheit und Zusammenarbeit in Europa (OSZE) entsandte Beobachter nach Tadschikistan. Diese kamen in ihrem Abschlussbericht zu dem Schluss, dass die Wahl demokratische Standards deutlich verfehlt habe. Dabei kritisierten sie unter anderem die Einschränkung der Meinungs- und Versammlungsfreiheit, die Kontrolle der Medien, den Ausschluss der Islamischen Partei der Wiedergeburt Tadschikistans und den mangelnden politischen Pluralismus in Tadschikistan. Zudem registrierten die Beobachter am Wahltag zahlreiche Unregelmäßigkeiten, darunter zahlreiche Fälle mehrfacher Stimmabgabe. Der Vorsitzende der Wahlkommission Khudoyorzoda hingegen bezeichnete die Wahl als fair und transparent.